# Trochosa impercussa
Trochosa impercussa är en spindelart som beskrevs av Roewer 1955. Trochosa impercussa ingår i släktet Trochosa och familjen vargspindlar.
Artens utbredningsområde är Iran. Inga underarter finns listade i Catalogue of Life.